# Copa das Nações UCI Juniores
A Copa das Nações UCI Juniores criada em 2008 reagrupa jovens corredores de 17 e 18 anos. Reservada às equipas nacionais, a Copa das Nações conta segundo os anos uma dezena de provas às quais faz falta acrescentar os campeonatos mundiais juniores. A competição tem tomado a continuação da Copa do Mundo UCI Juniores organizada de 1994 a 2007.
À saída de cada prova uma classificação por nação está estabelecido. Permite atribuir as cotas para os campeonatos mundiais juniores (Ciclismo em estrada e contrarrelógio).
Dois outras versões existem igualmente, uma para as esperanças de menos de 23 anos (desde 2007) e outra para as juniores femininas (desde 2016).

## Corridas
19 provas diferentes fazem parte da competição desde 2008.
| Provas Ano                                     |                      |
| ---------------------------------------------- | -------------------- |
| Paris-Roubaix juniores                         | 2008-                |
| Corrida da Paz juniores                        | 2008-                |
| Saarland Troféu                                | 2008-                |
| Grande Prêmio Geral Patton                     | 2008-                |
| Tour de Abitibi                                | 2008-2011, 2014-     |
| Campeonato do mundo juniores do contrarrelógio | 2008-                |
| Campeonato do mundo juniores em estrada        | 2008-                |
| Campeonato Asiático Juniores                   | 2012-                |
| Campeonato Africano Juniores                   | 2012-                |
| Campeonato Europeu Juniores                    | 2012-                |
| Troféu Centre Morbihan                         | 2013-                |
| Volta ao País de Vaud                          | 2015-                |
| Gante-Wevelgem Juniores                        | 2016-                |
| Campeonato Oceânico Juniores                   | 2017-                |
| Tour de DMZ                                    | 2017-                |
| Visegrad 4 Juniores                            | 2020-                |
| Volta a Istria                                 | 2008-2009, 2011-2014 |
| GP da Dinamarca                                | 2011                 |
| Campeonatos pan-Americanos juniores            | 2012-2016            |

- As carreiras em amarela já não fazem parte da Copa das Nações.

## Barómetro
A Copa das nações atribui pontos unicamente às nações. A classificação por nação está obtido pela adição dos pontos obtidos pelo primeiro corredor da cada nação na prova. Durante uma prova de uma jornada, está atribuído pontos aos 15 primeiros corredores da prova. Durante uma prova por etapas, está atribuído pontos aos 20 primeiros corredores da classificação geral final. À cada etapa está atribuído pontos aos seis primeiros corredores. Desde a edição 2012, os campeonatos continentais juniores (Ciclismo em estrada) atribuem igualmente pontos para a classificação da Copa das Nações Juniores.:
|      | Pontos                   | Pontos | Pontos |
| Pos. | Carreira a etapas Etapas |        |        |
| ---- | ------------------------ | ------ | ------ |
| 1    | 20                       | 30     | 6      |
| 2    | 17                       | 25     | 5      |
| 3    | 15                       | 20     | 4      |
| 4    | 13                       | 17     | 3      |
| 5    | 11                       | 16     | 2      |
| 6    | 10                       | 15     | 1      |
| 7    | 9                        | 14     | –      |
| 8    | 8                        | 13     | –      |
| 9    | 7                        | 12     | –      |
| 10   | 6                        | 11     | –      |
| 11   | 5                        | 10     | –      |
| 12   | 4                        | 9      | –      |
| 13   | 3                        | 8      | –      |
| 14   | 2                        | 7      | –      |
| 15   | 1                        | 6      | –      |
| 16   | –                        | 5      | –      |
| 17   | –                        | 4      | –      |
| 18   | –                        | 3      | –      |
| 19   | –                        | 2      | –      |
| 20   | –                        | 1      | –      |

|      | Pontos                                   | Pontos                                    |
| Pos. | Campeonato Europeu (Ciclismo em estrada) | Outros campeonatos. (Ciclismo em estrada) |
| ---- | ---------------------------------------- | ----------------------------------------- |
| 1    | 10                                       | 8                                         |
| 2    | 8                                        | 5                                         |
| 3    | 6                                        | 3                                         |
| 4    | 5                                        | 1                                         |
| 5    | 4                                        | -                                         |
| 6    | 3                                        | -                                         |
| 7    | 2                                        | -                                         |
| 8    | 1                                        | -                                         |

## Palmarés
| Ano  | Vencedor       | Pontos | Segundos       | Pontos | Terceiros     | Pontos |
| ---- | -------------- | ------ | -------------- | ------ | ------------- | ------ |
| 2008 | Bélgica        | 212    | Polónia        | 194    | Dinamarca     | 171    |
| 2009 | Bélgica        | 223    | Países Baixos  | 215    | França        | 187    |
| 2010 | Estados Unidos | 207    | Rússia         | 177    | Austrália     | 147    |
| 2011 | França         | 388    | Dinamarca      | 309    | Países Baixos | 276    |
| 2012 | Dinamarca      | 324    | França         | 185    | Bélgica       | 150    |
| 2013 | França         | 278    | Dinamarca      | 258    | Países Baixos | 203    |
| 2014 | França         | 318    | Dinamarca      | 236    | Alemanha      | 218    |
| 2015 | Estados Unidos | 371    | Bélgica        | 228    | Dinamarca     | 220    |
| 2016 | Dinamarca      | 301    | Estados Unidos | 258    | França        | 253    |
| 2017 | Noruega        | 274    | Cazaquistão    | 228    | Itália        | 224    |
| 2018 | Bélgica        | 222    | Itália         | 208    | Noruega       | 190    |
| 2019 | Alemanha       | 240    | Estados Unidos | 178    | Itália        | 158    |
| 2020 |                |        |                |        |               |        |

## Recordes
- Com mais vitórias da classificação final :  Bélgica e  França (3)
- Com mais vitórias de provas individuais : 7 para  Remco Evenepoel, rastreamento por 5 para  Mads Pedersen
- Com mais vitórias de provas individuais numa temporada :  Remco Evenepoel (7 em 2018), rastreamento por  Michał Kwiatkowski (3 em 2008),  Mads Pedersen (3 em 2013),  Brandon McNulty (3 em 2016)
- Com mais vitórias de provas por nação numa temporada :  Bélgica (7 em 2018), rastreamento por  França (4 em 2011), o  Dinamarca (4 em 2012 e 2013),  (4 em 2016) e o  Alemanha (4 em 2019)